# 双(三氟甲基磺酰)胺
双(三氟甲基磺酰)胺是一种有机化合物，化学式为C2HF6NO4S2。由于分子中存在两个强烈吸电子的三氟甲基，双(三氟甲基磺酰)亚胺是一种超酸。它可用作一些有机反应的催化剂。